# أندرو فيرلي (طباخ)
أندرو فيرلي (بالإنجليزية: Andrew Fairlie)‏ هو طباخ اسكتلندي مشهور ولد في 21 نوفمبر 1963 و توفي في 22 يناير 2019.  كان رئيس الطهاة بمطعم «أندرو فيرلي» المعروف باسمه، وهو المطعم الوحيد الحائز على نجمة ميشلان في اسكتلندا وواحد من خمسة عشر فقط في المملكة المتحدة.